# سعد القليعي
سعد القليعى (29 أكتوبر 1970م -) هو كاتب وشاعر مصري.

## حياته ونشأته
من مواليد محافظة قنا في 29 أكتوبر 1970م. وهو عضو اتحاد كتاب مصر وعضو نقابة المهن السينمائية (سيناريست) وجمعية المؤلفين والملحنين بالقاهرة، ومقدم برامج بإذاعة البرنامج الثقافى بالإذاعة المصرية.

## مسيرته
قدم العديد من البرامج منها:
- «ألوان من الشعر» ويقدم فيه بصوته مختارات من اشعار الفصحى لكبار الشعراء في تاريخ الشعر العربي والشعراء المعاصرين.
- «كلمات على السنة الشخصيات» وهو رحلة في القصص والروايات والمسرحيات العربية والمترجمة تستخدم كلمات على السنة ابطالها للتعمق في أفكار وفلسفة مؤلفيها.
- «تحت الطبع» عرض لاهم الاصدارات في المطابع.
- «أمثال من حكايات الاجيال» برنامج درامى يقدم حكاية مثل من امثال العرب.
- «من روائع نوبل» سهرة تقدم معالجة درامية لقصص وروايات ومسرحيات من تأليف ادباء نوبل.

## مؤلفاته
- «القلم» كتاب مشترك عن نادى القلم بجامعة اسيوط فرع قنا عام 1992
- «بوشوش الحصى» ديوان شعر مشترك عن جماعة المحروسة الأدبية.
- «صمت الوقت» كتاب مشترك لأدباء قنا عن نادى أدب قنا عام 1993.
- «أجنة الرؤى» ديوان شعر – دار سعاد الصباح عام 1995.
- «قيل قل فبكى» ديوان شعر – سلسلة اشراقات الهيئة العامة للكتاب عام 2000.
- «القارعات» مجموعة قصصية – الهيئة المصرية العامة للكتاب عام 2005.
- «الرحلة» مسرحية – الهيئة المصرية العامة للكتاب 2006.

نفذ له حوالى خمسين عملا دراميا إذاعيا بالإذاعة المصرية وبعض الإذاعات العربية منها:
- «ورد النيل» مسلسل اذاعى عن رواية النمل الأبيض للروائى والاديب الكبير عبد الوهاب الأسواني المعالجة الدرامية والاغانى إنتاج صوت العرب
- «فرسان الانتصار» مسلسل اذاعى–إنتاج الشبكة الثقافية
- «غياث الدمشقي» مسلسل اذاعى إنتاج الشبكة الثقافية
- «قمر بغداد» مسلسل اذاعى إنتاج الشبكة الثقافية
- «قيود ناعمة» مسلسل اذاعى إنتاج صوت العرب
- «احكى يا شهريار» مسلسل اذاعى إنتاج صوت العرب

قدم مسلسلان تلفزيونيان والثالت قيد التنفيذ إن شاء الله
- مسلسل ورد النيل
- مسلسل القاهرة 2000،

له فيلم روائى قصير «طرح الصبار»
غنى من أشعاره مطربى مصر منهم: علي الحجار، محمد الحلو، عفاف راضي، لطفي بوشناق، حنان ماضي، غادة رجب، هدى عمار، حسن فؤاد، ميس حمدان.

## جوائز
- جائزة أخبار الأدب في الشعر، 1994
- جائزة أحسن نص غنائى من الشركة الإعلامية العربية وقناة A R T ،1994
- جائزة الدكتورة سعاد الصباح في الشعر عن ديوان «أجنة الرؤى»، 1995
- جائزة اخبار الأدب في القصة القصيرة، 1996
- جائزة نادى القصة المصري في القصة القصيرة، 2003
- جائزة أحمد تيمور للأبداع المسرحى عن مسرحية الرحلة عام 2006
- جائزة مهرجان الإذاعة والتلفزيون الذهبية فرع المسلسل الاجتماعى «مسلسل ورد النيل» 2000
- جائزة مهرجان الإذاعة والتلفزيون البرونزية وجائزة الابداع فرع المسلسل التاريخى «مسلسل فرسان الانتصار» لنفس العام 2000